# Soldados malditos
Los soldados malditos (en polaco: Żołnierze wyklęci) es un apelativo aplicado a una variedad de movimientos de Resistencia polaca, formados en las últimas etapas de la Segunda Guerra Mundial y después que esta finalizara. Creados por algunos miembros del Estado secreto polaco, estas organizaciones clandestinas continuaron su lucha armada contra el régimen títere estalinista de la República Popular de Polonia hasta bien entrados los años 1950. La guerra de guerrillas incluyó una serie de ataques militares lanzados contra las recién creadas prisiones comunistas, así como contra los oficinas de seguridad de Estado, los centros de detención para prisioneros políticos y los campos de concentración establecidos en todo el país. La mayoría de los grupos polacos anticomunistas dejaron de existir a fines de los años 1940 o en la década de 1950, perseguidos por los servicios de seguridad pública y los escuadrones de asesinato del NKVD; sin embargo, el último «soldado maldito» conocido, Józef Franczak, fue asesinado en una emboscada en fecha tan tardía como 1963, casi 20 años más tarde de la toma de posesión soviética de Polonia.

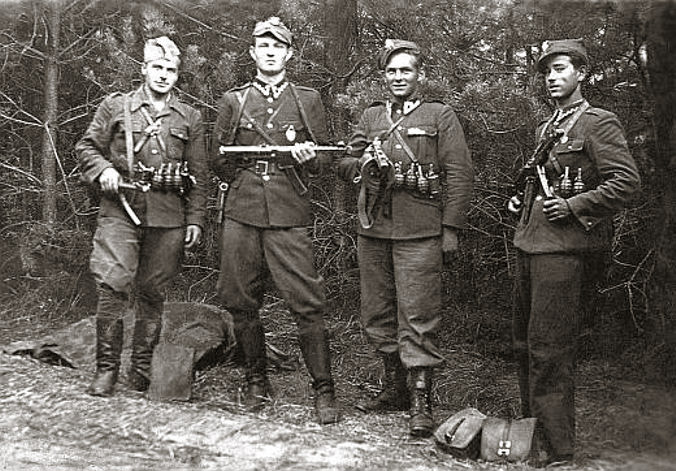
Los «soldados malditos» de la clandestinidad anticomunista. De izquierda a derecha: Henryk Wybranowski "Tarzan" (muerto en nov. de 1948), Edward Taraszkiewicz "Żelazny" (muerto en oct. de 1951), Mieczysław Małecki "Sokół" (muerto en nov. de 1947) y Stanisław Pakuła, también conocido como "Krzewina". Fotografía de junio de 1947.

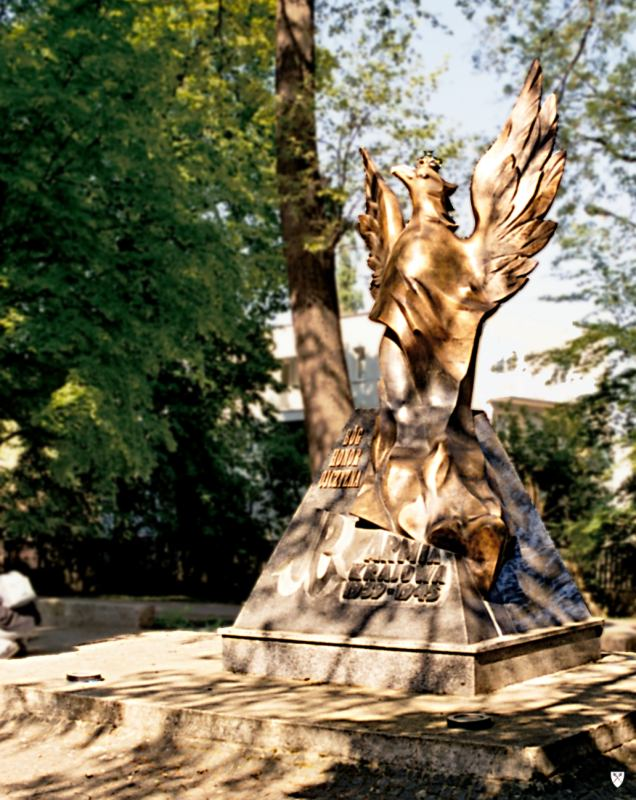
Monumento al Armia Krajowa en Sopot, Polonia.

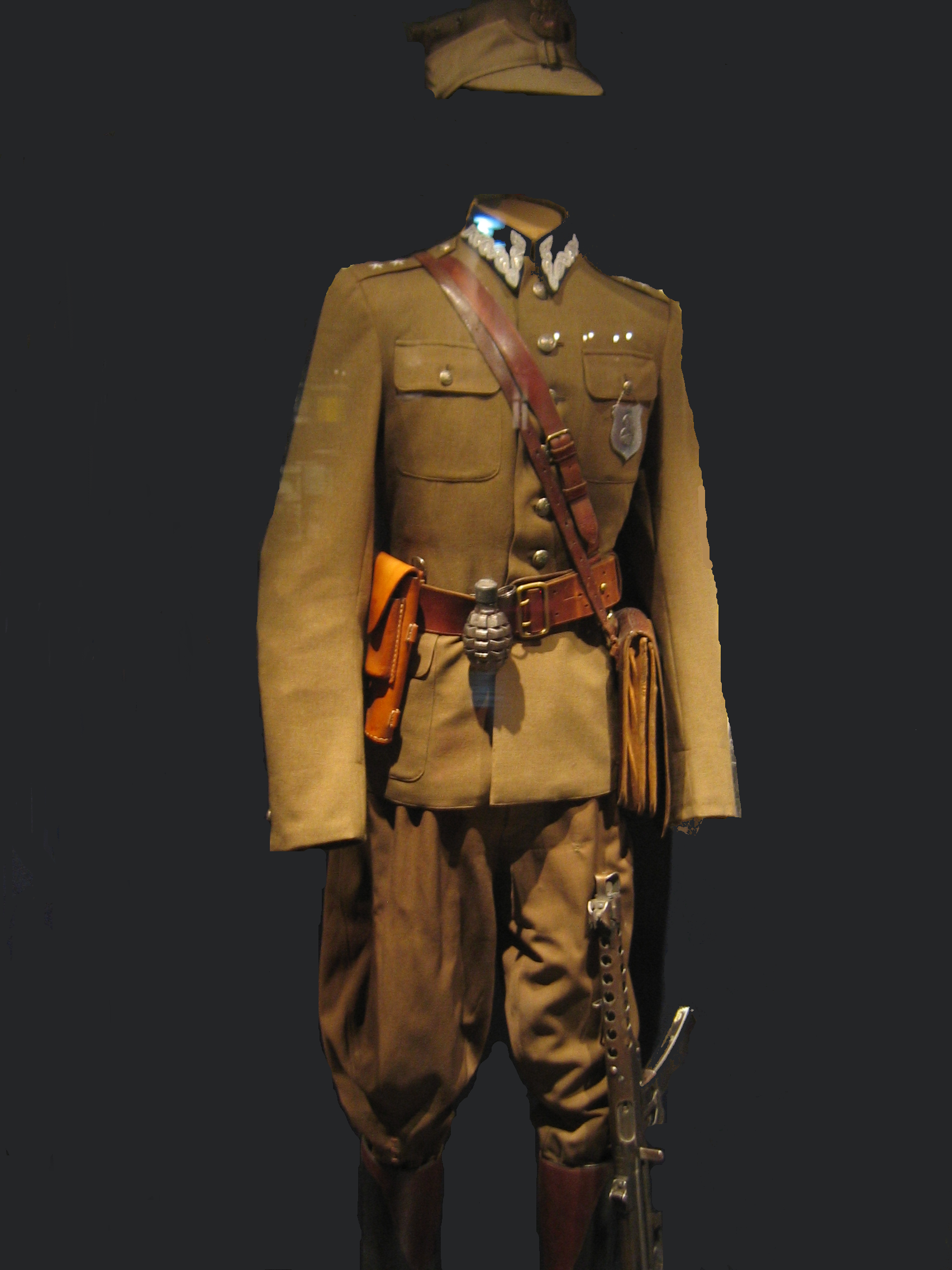
Uniforme de un combatiente anticomunista polaco, con una banda en el pecho que muestra la imagen de la Virgen de Częstochowa.

Las organizaciones de resistencia anticomunista polaca más conocidas que operaban en la Polonia estalinista incluyen a Wolność i Niezawisłość (WIN, «Libertad e independencia»), Narodowe Siły Zbrojne (NSZ, «Fuerzas Armadas Nacionales»), Narodowe Zjednoczenie Wojskowe (NZW, «Unión Militar Nacional»), Konspiracyjne Wojsko Polskie (KWP), Ruch Oporu Armii Krajowej (ROAK, «Ejército de resistencia local»), Armia Krajowa Obywatelska (AKO), Niepodległość, Delegatura Sił Zbrojnych na Kraj y Wolność i Sprawiedliwość (WiS, «Libertad y justicia»). Similares grupos anticomunistas en sus países en el resto de Europa oriental.

## Antecedentes
Con el avance de las tropas soviéticas a lo largo de Polonia en dirección a la Alemania nazi, los comunistas soviéticos y polacos que establecieron un nuevo gobierno denominado Comité Polaco de Liberación Nacional en 1944 se percataron que el Estado secreto polaco, leal al Gobierno polaco en el exilio, debía ser abolido antes de que pudieran obtener el control total sobre Polonia. El futuro Secretario General del Partido Obrero Unificado Polaco, Władysław Gomułka, declaró que «los soldados del AK son un elemento hostil que debe ser removido sin misericordia.» Otro prominente comunista, Roman Zambrowski, dijo que el AK debía ser «exterminado».
Armia Krajowa (o simplemente AK), el principal movimiento de resistencia polaca durante la Segunda Guerra Mundial, había sido disuelto oficialmente el 19 de enero de 1945 para evitar la posibilidad de una lucha armada con el Ejército Rojo, incluyendo una creciente amenaza de guerra civil sobre la soberanía de Polonia; sin embargo, muchas unidades decidieron continuar en su lucha bajo las nuevas circunstancias, pues consideraban a las fuerzas soviéticas como nuevos ocupantes. Mientras tanto, los partisanos soviéticos en Polonia ya habían sido enviados por Moscú el 22 de junio de 1943 para entablar combates con los partisanos polacos Leśni. Normalmente, combatían a los polacos más a menudo que a los alemanes. Las principales fuerzas del Ejército Rojo (el Grupo de Fuerzas del Norte) y el NKVD empezaron a ejecutar operaciones contra los partisanos del AK ya durante y directamente después de la Operación Tempestad polaca, diseñada por los polacos como una acción preventiva para asegurar el control polaco, antes que soviético, de las ciudades después de la retirada alemana. Stalin se proponía asegurar que no resurgiera una Polonia independiente en el período de la posguerra.

### La red anticomunista en la clandestinidad
La primera estructura de la AK diseñada principalmente para lidiar con la amenaza soviética fue llamada «NIE» (abreviatura de Niepodległość o Independencia), formada a mediados de 1943. El objetivo de NIE no era entablar combate con las fuerzas soviética, sino más bien observar y ejecutar acciones de espionaje, mientras el Gobierno polaco en el exilio decidía cómo lidiar con los soviéticos. En esa época, el gobierno en el exilio todavía creía que la solución podían ser encontrada por medio de negociaciones. El 7 de mayo de 1945, el NIE fue desmantelado y transformado en la Delegatura Sił Zbrojnych na Kraj ("Delegación de las Fuerzas Armadas para la Patria); sin embargo, esta organización duró solo hasta el 8 de agosto de ese año, cuando se tomó la decisión de disolverla y detener la resistencia partisana en territorio polaco.
En marzo de 1945, una farsa judicial para procesar a 16 líderes del Estado secreto polaco tuvo lugar en Moscú: el Juicio de los Dieciséis). El Delegado del Gobierno, junto con la mayoría de miembros del Consejo de Unidad Nacional y el Comandante en jefe del Armia Krajowa, fueron invitados por el general soviético Ivan Serov con el acuerdo de Stalin a una conferencia sobre su eventual ingreso al Gobierno Provisional apoyado por la Unión Soviética. Fueron presentados como una garantía de seguridad, pero el NKVD los arrestó en Pruszków el 27 y 28 de marzo. Leopold Okulicki, Jan Stanisław Jankowski y Kazimierz Pużak fueron arrestado el 27 y doce más el día siguiente. A. Zwierzynski había sido previamente arrestado. Fueron llevados a Moscú para ser interrogados en Lubianka. Tras varios meses siendo interrogados brutalmente y torturados, fueron presentados con acusaciones falsas de «colaboracionismo con la Alemania nazi» y de «planificar una alianza militar con la Alemania nazi».
El primer Gobierno comunista polaco, el Comité Polaco de Liberación Nacional, fue formado en julio de 1944, pero declinó tener jurisdicción sobre los soldados del AK. En consecuencia, por más de un año, fueron agencias soviéticas, como el NKVD, las que trataron con el AK. Para el fin de la Segunda Guerra Mundial, aproximadamente 60.000 soldados del AK habían sido arrestados y 50.000 de ellos fueron deportados a gulags y prisiones en la Unión Soviética. La mayor parte de estos soldados habían sido capturada por los soviéticos durante o inmediatamente después de la Operación Tempestad, cuando muchas unidades del AK intentaron cooperar con los soviéticos en un levantamiento de alcance nacional contra los alemanes. Otros veteranos fueron arrestados cuando decidieron acercarse al gobierno después de que les prometieron una amnistía. En 1947, fue aprobada una amnistía para la mayoría de los partisanos: las autoridades comunistas esperaban que en torno a 12.000 personas depusieran las armas, pero la cifra real de personas que salieron de los bosques ascendió a 53.000. Muchos de ellos fueron arrestados, a pesar de las promesas de libertad. Luego de repetidas promesas rotas durante los primeros años de control comunista, los soldados del AK dejaron de confiaron en el gobierno.
La tercera organización del AK era Wolność i Niezawisłość (WiN; "Libertad y Soberanía"). Nuevamente, su objetivo principal no era combatir, sino más bien ayudar a los soldados del AK realizar la transición de una vida como partisanos a una de civiles. El secreto y la conspiración fueron necesarios en vista de la creciente persecución de veteranos del AK por parte del gobierno comunista; sin embargo, WiN necesitaba enormemente fondos para pagar por documentos falsos y proporcionar recursos para los partisanos, muchos de los cuales habían perdido sus hogares y los ahorros de una vida entera en la guerra. Considerados como enemigos del Estado, privados de recursos y con una facción que abogaba por la resistencia armada contra los soviéticos y sus pares polacos, WiN estaba lejos de ser eficiente. Una victoria significativa para el NKVD y la recientemente creada policía secreta polaca, Urząd Bezpieczeństwa (UB), llegó en la segunda mitad de 1945, cuando lograron convencer a varios líderes del AK y del WiN de que querían verdaderamente ofrecer una amnistía a los miembros del AK. En el transcurso de pocos meses, lograron obtener información sobre vastas cantidades de recursos y personas del AK y del WIN. Varios meses más tarde, cuando los líderes encarcelados del AK y del WiN se dieron cuenta de su error, la organización estaba incapacitada y miles de sus miembros fueron arrestados. WiN finalmente se desintegró en 1952.

### Persecución
El NKVD y el UB usaron fuerza bruta y engaños para eliminar a la oposición que se encontraba en la clandestinidad. En otoño de 1946, un grupo de 100–200 soldados de las Narodowe Siły Zbrojne (NSZ, Fuerzas Armadas Nacionales) fueron guiados a una trampa y masacrados. En 1946, Julia Brystiger del Ministerio de Seguridad Pública polaco declaró en una conferencia que «la clandestinidad terrorista y política ha dejado de ser una fuerza amenazante», aunque los enemigos de clase en las universidad, oficinas y fábricas todavía deben ser «encontrados y neutralizados».
La persecución de miembros del AK solo fue una parte del reinado del terror estalinista en la Polonia de la posguerra. En el período de 1944–1956, aproximadamente 300.000 polacos fueron arrestados o hasta dos millones, según diferentes fuentes. Se emitieron 6.000 sentencias de muerte, la mayoría de las cuales fue ejecutada. Posiblemente más de 20.000 personas murieron en las prisiones comunistas, incluyendo aquellos ejecutados «en la majestad de la ley», como Witold Pilecki, un héroe de Auschwitz. Otros seis millones de ciudadanos polacos (i.e., uno de cada tres polacos adultos) fueron clasificados como miembros sospechosos de un «elemento reaccionario o criminal» y fueron objeto de investigación por las agencias del Estado. Durante el Octubre polaco de 1956, una amnistía política liberó a 35.000 exsoldados del AK de las prisiones. Todavía entonces, algunos partisanos continuaban en servicio, poco dispuestos o incapaces de reincorporarse a la comunidad. El "soldado maldito" Stanisław Marchewka "Ryba" ("El Pez") fue asesinado en 1957; mientras que el último partisano del AK, Józef Franczak "Lalek", fue asesinado en 1963, casi dos décadas después del fin de la Segunda Guerra Mundial. Cuatro años más tarde, mucho después de la abolición del terror estalinista, el último miembro del grupo de élite paracaidista y de inteligencia entrenado por los británicos Cichociemny ("El silencioso y oculto"), Adam Boryczka, fue finalmente liberado de prisión en 1967. Hasta la disolución de la República Popular de Polonia, exsoldados del AK estuvieron bajo constante investigación por parte de la policía secreta. Fue recién en 1989, después de la caída del comunismo, que las sentencias judiciales de soldados del AK fueron finalmente declaradas inválidas y anuladas por el gobierno polaco.

## Operaciones y acciones más importantes
La mayor batalla en la historia del Narodowe Zjednoczenie Wojskowe (NZW) tuvo lugar entre el 6 y el 7 de mayo de 1945 en la localidad de Kuryłówka, en el voivodato de Subcarpacia, al sureste de Polonia. La batalla de Kuryłówka, peleada contra el 2.º Regimiento de Frontera del NKVD, terminó en una victoria para las fuerzas en la clandestinidad, comandadas por el mayor Franciszek Przysiężniak ("Marek"). Los combatientes anticomunistas mataron hasta a 70 agentes soviéticos. Las tropas del NKVD se retiraron a toda prisa, solo para reaparecer en el siguiente pueblo y quemar por completo como represalia, destruyendo más de 730 edificios.
El 21 de mayo de 1945, una unidad fuertemente armada del Armia Krajowa (AK), comandada por el coronel Edward Wasilewski, atacó y destruyó el campo del NKVD ubicado en Rembertów en los alrededores orientales de Varsovia. Los soviéticos encarcelaron allí a cientos de ciudadanos polacos, incluyendo miembros del AK, los cuales fueron sistemáticamente deportados a Siberia. El ataque liberó a todos los prisioneros políticos polacos del campo. Entre 1944 y 1946, los "soldados malditos" liberaron muchas prisiones comunistas en la Polonia ocupada por los soviéticos.

### Represalia
Una de las mayores operaciones antipartisanas tuvo lugar del 10 al 25 de junio de 1945 en y alrededor de Suwałki y Augustów. La "Redada de Augustów roundup" (en polaco: Obława augustowska) fue una operación conjunta del Ejército Rojo, el NKVD soviético y las batallas SMERSH, con la asistencia de las unidades polacas del UB y del LWP, contra los soldados del Armia Krajowa en la clandestinidad. La operación soviética se extendió al territorio de la Lituania ocupada. Más de 2000 combatientes polacos sospechosos de anticomunismo fueron capturados y detenidos en campos de concentración soviéticos. Se presume que alrededor de 600 de los "Desaparecidos de Augustow" murieron mientras estaban en custodia soviética, sus cuerpos fueron enterrados en fosas en masa en algún lugar indeterminado del actual territorio de Rusia. El Instituto de la Memoria Nacional polaco (Instytut Pamięci Narodowej) declaró que la redada de Augustow de 1945 fue «el mayor crimen cometido por los soviéticos en territorio polaco después de la Segunda Guerra Mundial.»

## Organizaciones de resistencia anticomunista
Entre las organizaciones polacas en la clandestinidad más famosas que emprendieron una guerra de guerrillas se encuentran:
1. Wolność i Niezawisłość (WiN, "Libertad e Independencia'"), fundada el 2 de septiembre de 1945, activa hasta 1952.
2. Narodowe Siły Zbrojne (NSZ, "Fuerzas Armadas Nacionales'"), creada el 20 de septiembre de 1942, se disolvió en marzo de 1944.
3. Narodowe Zjednoczenie Wojskowe (NZW, "Unión Militar Nacional"), fundada entre mediados y fines de los años 1940, activa hasta mediados de los años 1950.
4. Konspiracyjne Wojsko Polskie (KWP, "Ejército Polaco Clandestino"), que existió de abril de 1945 hasta fines de 1954.
5. Ruch Oporu Armii Krajowej (ROAK, "Resistencia del Ejército Nacional"), formado en 1944 contra los colaboradores del UB.
6. Armia Krajowa Obywatelska (AKO; "Ejército Nacional de Ciudadanos"), fundada en febrero de 1945, se incorporó en el Wolność i Niezawisłość ese mismo año.
7. NIE ("NO"), formada en 1943 y activa hasta el 7 de mayo de 1945.
8. Delegatura Sił Zbrojnych na Kraj ("Delegatura de las Fuerzas Polacas en la Patria"), formada el 7 de mayo de 1945, se disolvió el 8 de agosto de 1945.
9. Wolność i Sprawiedliwość (WiS "Libertad y Justicia"), fundada a inicios de los años 1950.

## Miembros notables
| - Cpt. Józef Batory (noms de guerre, "Argus" y "Wojtek") - Lt. Stefan Bembiński ("Harnaś") - May. Marian Bernaciak ("Orlik" y "Dymek") - Lt. Ksawery Błasiak ("Albert") - Cpt. Franciszek Błażej ("Roman", "Bogusław" y "Tadeusz") - Lt. Stanisław Bogdanowicz ("Tom") - Lt. Col. Janusz Bokszczanin ("Sęk") - Lt. Stefan Bronowski ("Roman") - Cpt. Zdzisław Broński ("Uskok") - Lt. Karol Chmiel ("Grom" y "Zygmunt") - Lt. Kazimierz Chmielowski ("Rekin") - Lt. Col. Łukasz Ciepliński ("Pług" y "Ostrowski") - Maj./Lt. Col. of NSZ Tadeusz Danilewicz ("Kuba", "Doman", "Kossak" y "Łoziński") - May. Hieronim Dekutowski ("Zapora") - Cpt. Jan Karol Dubaniowski ("Salwa") - 2º Lt. Władysław Dubielak ("Myśliwy") - Brig. Gen. August Emil Fieldorf ("Nil") - Cap. Henryk Flame ("Bartek" y "Grot") - Józef Franczak ("Lalek") - Lt. Henryk Glapiński ("Klinga") - Lt. Eugeniusz Godlewski ("Topór") - Maj. Antoni Heda ("Szary") - Lt. Col. Tadeusz Jachimek ("Ninka") - Lt. Franciszek Jerzy Jaskulski ("Zagończyk") - 2º Lt. Henryk Jóźwiak ("Groźny") - Cap. Kazimierz Kamieński ("Huzar") - 2º Lt./Lt. Col del NSZ Stanisław Kasznica ("Wąsowski", "Przepona", and "Wąsal") - Lt. Col. Mieczysław Kawalec ("Iza", "Psarski" y "Bronek") - Lt. Jan Kempiński ("Błysk") - Lt. Stefan Kobos ("Wrzos") - Cpt. Jan Kosowski ("Ciborski") - Lt. Karol Kazimierz Kostecki ("Kostek") - Lt. Jan Kłyś ("Kłyś") - Lt. Michał Krupa ("Wierzba" and "Pulkownik") - Col./Brig. Gen. (reconocimiento póstumo) Aleksander Krzyżanowski ("Wilk") - Cap. Ludwik Kubik ("Alfred", "Julian" y "Lucjan") - Lt. Józef Kuraś ("Ogień") - 2º Lt. Adam Kusz ("Garbaty") - 2º Lt. Władysław Kuśmierczyk ("Longinus") - Lt. Col. Wincenty Kwieciński ("Głóg") - May. Adam Lazarowicz ("Klamra", "Pomorski", "Kleszcz", and "Zygmunt") - Lt. Col. Henryk Lewczuk ("Młot") - Lt. Col. Władysław Liniarski ("Mścisław", "Wuj", and "Jan") - Lt. Stanisław Łukasik ("Ryś") - Cap. Władysław Łukasiuk ("Młot") - Lt. Col. Józef Maciołek ("Żuraw", "Kazimierz", "Marian" y "Roch") - Cap. Jan Marawca ("Remiusz") - 2º Lt. Stanisław Marchewka ("Ryba") - Lt. Józef Marcinkowski ("Łysy") - 2º Lt. Lucjan Minkiewicz ("Wiktor") - Maj. Kazimierz Mirecki ("Zmuda") - Cap. Lech Neyman ("Domarat") - 2º Lt. Mieczysław Niedzielski ("Men" y "Grot") - Col. Franciszek Niepokólczycki ("Szubert") - Lt. Wiktor Zacheusz Nowowiejski ("Jeż") - Maj. Mieczysław Pazderski ("Szary") - Lt. Stanisław Pelczer ("Majka") - Cap. Witold Pilecki ("Witold") - Lt. Franciszek Przysiężniak ("Ojciec Jan") - Cap. Romuald Rajs ("Bury") - Lt. Col. Albin Rak ("Lesiński") - Lt. Józef Ramatowski ("Rawicz") - Cpt. Wacław Rejmak ("Ostoja") - Maj. Zygmunt Rogalski ("Kacper") - Lt. Jan Rogólka ("Grot") - Col. Kazimierz Rolewicz ("Kama", "Ira", "Oko", "Mila", "Olgierd", "Zbyszek" y "Solski") - Lt. Lechosław Roszkowski ("Tomasz") - Lt. Col. Józef Rybicki ("Mestwin") - May. Aleksander Rybnik ("Jerzy" y "Dziki") - May. Józef Rządzki ("Boryna") - Lt. Józef Rzepka("Krzysztof" y "Znicz") - Col. Antoni Sanojca ("Kortum") - Lt. Col. Stanisław Sędziak ("Wiatr" y "Warta") - Danuta Siedzikówna ("Inka") - Cap. Stanisław Sojczyński ("Warszyc") - Sgt. Władysław Stefanowski ("Grom") - Maj. Stanisław Szacoń ("Szacun") - Lt. Col. Jan Szczurek-Cergowski ("Sławbor") - May. Zygmunt Szendzielarz ("Łupaszko") - 2º Lt. Teodor Śmiałowski ("Szumny", "Grom" y "Cichy") - May. Jan Tabortowski ("Bruzda") - 2º Lt. Edward Taraszkiewicz ("Żelazny") - 2º Lt. Leon Taraszkiewicz ("Jastrząb") - Lt. Col. Walerian Tumanowicz ("Jagodziński") - 2º Lt. Edmund Tudraj ("Mundek") - 2º Lt.. Eugeniusz Walewski ("Zemsta") - Cap. Józef Zadzierski ("Wołyniak") | Witold Pilecki ("Witold")Aleksander KrzyzanowskiMarian Bernaciak ("Orlik")Lt. Józef Kuraś ("Ogień" -- "Fuego")Col. Franciszek NiepokólczyckiDanuta Siedzikowna, alias "Inka"Henryk FlameWładysław Łukasiuk ("Martillo") |

## Día conmemorativo
Desde el año 2011, el 1 de marzo es una fiesta nacional en Polonia para celebrar la memoria de los soldados de la resistencia clandestina anticomunista. Ese día nacional de la memoria de los «soldados malditos» será celebrado cada año, aunque seguirá siendo un día laborable. El primer día del mes de marzo ha sido escogido porque tiene una significación simbólica para los miembros de la Resistencia anticomunista: ese día, en 1951, fue promulgada la sentencia de muerte contra los jefes del IVº Comando de la asociación Wolność i Niezawisłość.